# Newtonianismo
O newtonianismo é uma doutrina filosófica e científica inspirada nas crenças e métodos do filósofo natural Isaac Newton. Enquanto as influentes contribuições de Newton foram principalmente na física e na matemática, sua ampla concepção do universo como sendo governada por leis racionais e compreensíveis lançou as bases para muitas vertentes do pensamento iluminista. O newtonianismo se tornou um influente programa intelectual que aplicou os princípios de Newton em muitos caminhos de investigação, preparando as bases para a ciência moderna (ciências naturais e sociais), além de influenciar a filosofia, o pensamento político e a teologia. O filósofo escocês David Hume, provavelmente inspirado pelos métodos de análise e síntese desenvolvidos por Newton em Opticks, foi um forte adepto do empirismo newtoniano em seus estudos sobre fenômenos morais.
Newton e sua filosofia do newtonianismo indiscutivelmente levaram à popularização da ciência na Europa - particularmente na Inglaterra, França e Alemanha - catalizando a Era do Iluminismo.

## Preparo
Principia Mathematica de Newton, publicado pela Royal Society em 1687, mas não disponível amplamente e em inglês até sua morte, é o texto geralmente citado como revolucionário ou radical no desenvolvimento da ciência. Os três livros de Principia, considerados um texto seminal em matemática e física, são notáveis por rejeitarem hipóteses em favor do raciocínio indutivo e dedutivo, com base em um conjunto de definições e axiomas. Este método pode ser contrastado com o método cartesiano de dedução baseado em raciocínio lógico sequencial e mostrou a eficácia de aplicar a análise matemática como um meio de fazer descobertas sobre o mundo natural.
O outro trabalho seminal de Newton foi Opticks, impresso em 1704 em Philosophical Transactions of the Royal Society, do qual ele se tornou presidente em 1703. O tratado, que apresenta seu agora famoso trabalho sobre a composição e dispersão da luz solar, é freqüentemente citado como um exemplo de como analisar questões difíceis por meio de experimentação quantitativa. Mesmo assim, o trabalho não foi considerado revolucionário na época de Newton Cem anos depois, no entanto, Thomas Young descreveria as observações de Newton no Opticks como "ainda sem rival ... elas apenas aumentam em nossa estimativa, à medida que as comparamos com tentativas posteriores de aprimorá-las".

## Filosofia matemática
A primeira edição do Principia apresenta propostas sobre os movimentos dos corpos celestes que Newton chama inicialmente de "hipóteses"; no entanto, na segunda edição, a palavra "hipótese" foi substituída pela palavra "regra", e Newton havia acrescentado às notas de rodapé o declaração seguinte:
... Não enquadro hipóteses. Pois o que não é deduzido dos fenômenos deve ser chamado de hipótese; e hipóteses, sejam metafísicas ou físicas, sejam de qualidades ocultas ou mecânicas, não têm lugar na filosofia experimental
O trabalho de Newton e a filosofia que o consagra são baseados no empirismo matemático, que é a ideia de que as leis físicas e matemáticas podem ser reveladas no mundo real por meio de experimentação e observação. É importante notar, no entanto, que o empirismo de Newton se equilibra contra a aderência a um sistema matemático exato e que, em muitos casos, os "fenômenos observados" sobre os quais Newton construiu suas teorias eram realmente baseados em modelos matemáticos, que eram representativos, mas não idênticos aos fenômenos naturais que eles descreveram.
A doutrina newtoniana pode ser contrastada com vários conjuntos alternativos de princípios e métodos, como cartesianismo, leibnizianismo e wolffianismo.

## Outras crenças de Newton
Apesar de sua reputação de empirismo nos círculos históricos e científicos, Newton era profundamente religioso e acreditava na verdade literal das Escrituras, considerando a história de Gênesis como a testemunha ocular de Moisés da criação do sistema solar. Newton reconciliou suas crenças adotando a ideia de que o Deus cristão estabeleceu, no início dos tempos, as leis "mecânicas" da natureza, mas manteve o poder de entrar e alterar esse mecanismo a qualquer momento.
Newton acreditava ainda que a preservação da natureza era em si um ato de Deus, afirmando que "é necessário um milagre contínuo para impedir que o Sol e as estrelas fixas se apressem através da Gravidade".